# The Suffering (canción)
«The Suffering» es una canción interpretada por la banda estadounidense Coheed and Cambria. Fue lanzada en 2005 como el primer sencillo del álbum Good Apollo, I'm Burning Star IV, Volume One: From Fear Through the Eyes of Madness.

## Video musical
El video muestra a un centauro que tiene visiones a través de una roca mágica (de manera similar a una bola de cristal). En una de la visiones el centauro ve a una sirena en peligro. El centauro va a su rescate y la encuentra atrapada por un calamar gigante. El centauro mata al calamar con sus flechas y rescata a la sirena. El video termina con ambos juntos viendo el atardecer. De manera paralela con esta historia se ve a la banda tocando en una gran cueva de color rojo.

## Listado de canciones
| Sencillo promocional (CD) |                                     |          |  |
| N.º                       | Título                              | Duración |  |
| 1.                        | «The Suffering» (versión del álbum) | 3:43     |  |
| 2.                        | «The Suffering» (versión radial)    | 4:13     |  |

| CD1 |                                     |          |  |
| N.º | Título                              | Duración |  |
| 1.  | «The Suffering» (versión del álbum) | 3:43     |  |
| 2.  | «Blood Red Summer» (en vivo)        |          |  |

| CD2 |                                                |          |  |
| N.º | Título                                         | Duración |  |
| 1.  | «The Suffering» (versión del álbum)            | 3:43     |  |
| 2.  | «The Willing Well IV: The Final Cut» (en vivo) |          |  |
| 3.  | «The Suffering» (video musical)                |          |  |

| Sencillo de 12 pulgadas |                                  |          |  |
| N.º                     | Título                           | Duración |  |
| 1.                      | «The Suffering» (versión radial) | 4:13     |  |
| 2.                      | «Welcome Home» (en vivo)         |          |  |